# Bo Yu
Bo Yu (chiń. 宝玉) – chiński zapaśnik w stylu klasycznym. Złoty medal na igrzyskach azjatyckich w 1990, srebrny w 1986 i piąte miejsce w 1994 roku. Startował w kategorii 100 kg.